# Antínoo (constelación)

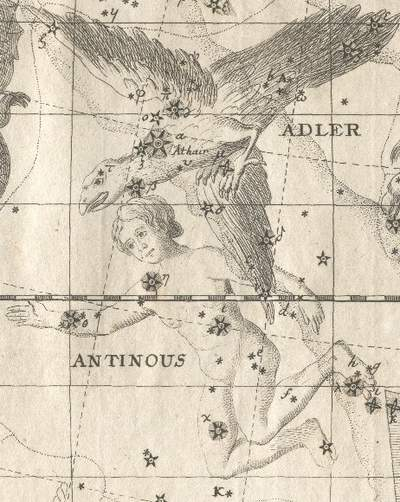
Representación histórica de la constelación de Antínoo.

La parte sur de la constelación de Aquila, se llamaba hasta principios del siglo XIX Antinous o Antínoo. Hasta 1930 la constelación se consideraba bien un conjunto de estrellas dentro de Aquila, bien una constelación propia. En ese año la IAU formaliza las constelaciones, descartando Antinoo.
Antínoo era amante de Adriano, cuyo legendario sacrificio por el emperador, lanzándose al Nilo, fue honrado con una constelación. Antínoo fue, por lo tanto, puesto al mismo nivel que Ganimedes.
La imagen es de 1782, del atlas de Johann Elert Bode Vorstellung der Gestirne (Representación de las estrellas) y muestra la constelación, tal como aparecía en las fuentes antiguas.